# Capinópolis (kommun)
Capinópolis är en kommun i Brasilien.   Den ligger i delstaten Minas Gerais, i den sydöstra delen av landet, 400 km sydväst om huvudstaden Brasília. Antalet invånare är 15 297.
Följande samhällen finns i Capinópolis:
- Capinópolis

Omgivningarna runt Capinópolis är en mosaik av jordbruksmark och naturlig växtlighet. Runt Capinópolis är det ganska glesbefolkat, med 27 invånare per kvadratkilometer.